# 赤坂RED/THEATER
赤坂RED/THEATER（あかさかレッドシアター）は、東京都港区赤坂3丁目10番9号にある劇場である。

## 概要
2007年1月に開館。座席数は173席、前方2列が可動椅子である。

## 交通
- 東京メトロ銀座線 / 東京メトロ丸ノ内線 赤坂見附駅下車 徒歩3分[2]
- 東京メトロ千代田線 赤坂駅下車 徒歩6分[2]